# Доповідь Лайтхілла
Доповіддю Лайтхілла (англ. Lighthill Report) називають звіт британського академіка професора Джеймса Лайтхілла під назвою «Штучний інтелект: широкий огляд» (англ. Artificial Intelligence: A General Survey), створений на замовлення британської ради з питань наукових досліджень та інженерії (англ. Science and Engineering Research Council) та опублікований 1973 року. Метою доповіді була загальна оцінка досліджень у галузі штучного інтелекту. Доповідь містила дуже песимістичний прогноз стосовно багатьох напрямів цієї галузі та констатувала, що «жодна з частин галузі наразі не привела до впливових відкриттів, які були обіцяні». Наслідком доповіді стало значне скорочення, або навіть припинення фінансування досліджень у фундаментальних напрямках теорії штучного інтелекту в багатьох університетах Великої Британії, так звана зима штучного інтелекту (англ. AI Winter).
У відповідь на звіт BBC провела теледебати між науковцями в галузі штучного інтелекту (Дональд Мікі, Джон Маккарті, Річард Ґреґорі) та Джеймсом Лайтхіллом в передачі BBC Controversy в червні 1973 року. Кожна зі сторін мала можливість пояснити свою позицію та відповісти на критику, однак рішення стосовно скорочення фінансування галузі все ж таки було ухвалене.